# Jean-Louis Gil
Jean-Louis Gil est un organiste français né à Casablanca (Maroc) le 5 août 1951 et décédé à Angers (Maine-et-Loire) le 7 novembre 1991.
Il a été élève d'André Isoir.

## Fonctions
- Organiste de l'Église Saint-Rémi de Maisons-Alfort (Val-de-Marne) de 1968 à 1970, puis de l'Église Saint-Médard (Paris).
- Professeur d'orgue au Conservatoire d'Angers (Maine-et-Loire) de 1979 à 1991.
- Organiste de l'Orchestre national de Lyon.

## Albums
- Jehan Alain - Jean-Louis Gil - Trois Danses (joies - deuils - luttes) / Fantaisies nos 1 et 2 / Deux Danses à Agni Yavishta / Litanies (LP) - La Voix de son maître, 2C 069-12798,1974.
- Bach - Jean-Louis Gil - Choral « Jésus que ma joie demeure »  extrait de la cantate BWV 147 / Prélude et fugue en la mineur BWV 543 / Choral « O homme pleure sur tes lourds péchés » BWV 622 / Choral du veilleur BWV 645 / Toccata et fugue en ré mineur BWV 565 / Choral « Que le sauveur des païens vienne maintenant » BWV 599 / Prélude et fugue en ré majeur BWV 532 - La Voix de son maître, 1975.
- Jolivet, Tomasi, Langlais, Rivier - André Bernard, Jean-Louis Gil - Trompette & Orgue (LP, Quad) - IPG, IPG, 7315, 7.315, 1975.
- Barbara Hendricks, Laurence Dale, Jean-Philippe Lafont, Georges Prêtre, Jean-Louis Gil - Gounod : Messe solennelle en l'honneur de sainte Cécile (LP, Album, Gat) - EMI, 1731931, 1984.
- Florent Schmitt, Sharon Sweet, Jean-Louis Gil, Orchestre philharmonique et Chœurs de Radio France, Marek Janowski - Psaume 47 / La Tragédie de Salomé - Erato, 1990.
- André Bernard, Jean-Joseph Mouret, Jeremiah Clarke, Johann Sebastian Bach, Charles Gounod, Franz Schubert, Marc-Antoine Charpentier, Tomaso Albinoni, Arcangelo Corelli, Henry Purcell, Jean-Louis Gil, Edgar Krapp - Trompette pour les Jours de Fêtes (LP, Album) - Forlane (en), UM 3520.